# Водник (Миколаїв)
Футбольний клуб «Водник» — колишній український футбольний клуб з міста Миколаєва, заснований у 1946 році. Виступав у чемпіонаті Миколаївської області, аматорському чемпіонаті України, другій лізі чемпіонату України.
Розформований у 2004 році.

## Історія
На початку 20-х років XX століття в Миколаївському морському торговому порту утворилася команда «Вантажники», пізніше вона була перейменована в «Містран». Портовики займали призові місця в чемпіонатах міста Миколаєва, перемагали в міжміських поєдинках, а найкращі гравці виступали у складі збірної міста.
У 1946 році портова команда була відроджена під назвою «Водник». З 1965 року вона виступає в чемпіонатах міста, області і України. У 1974 році — чемпіон Миколаївської області. У наступному році «Водник» дебютував у чемпіонаті України серед колективів фізичної культури.
У 80-х роках «Водник» добився великих успіхів в першості і кубку Чорноморського басейну, був переможцем і призером чемпіонатів міста і області, володарем кубка Миколаєва, регулярно виступав в аматорському чемпіонаті України. Всі успіхи «Водника» у 70-ті та 80-ті роки нерозривно пов'язані з плідною роботою тренера Анатолія Нерана. Через фінансові проблеми у 1993 році команда припинила існування.
У 2001 році за підтримки адміністрації і профкому порту команда була відроджена. В тому ж сезоні «Водник» виграв чемпіонати міста і області, спартакіаду Чорноморського басейну, завоював кубок міста і області.
У 2002 році в аматорській першості України «Водник» спочатку завоював право грати у фіналі, а потім зайняв у ньому почесне третє місце, не програвши в жодному поєдинку. Тим самим команда завоювала право стартувати в наступному сезоні у другій лізі чемпіонату України.
У тому ж році змінилося керівництво порту, який був генеральним спонсором ФК «Водник». Новий керівник порту Василь Зубков ставився до футболу вже не так, як попереднє керівництво. Замість обіцяних солідних премій за вихід у другу лігу колектив отримав символічні винагороди. Наступні півроку, коли необхідно було готуватися до дебюту на професіональному рівні, «Водник» прожив в очікуванні — чи буде профінансовано участь команди? За декілька днів до старту порт все ж виділив кошти на оплату заявочного внеску. Першу половину сезону гравці відіграли без преміальних і з боргами по зарплаті. Взимку ж «Водник» знявся з чемпіонату України. Всі гравці отримали статус вільних агентів. Команда не зуміла продовжити виступи навіть на рівні міста і була розформована.

## Досягнення
- Найвище місце в Чемпіонатах України — 16 (2003/04)
- Бронзовий призер Чемпіонату України серед аматорів — 2002
- Чемпіон Миколаївської області — 1987, 2001, 2002
- Володар Кубка Миколаївської області — 2001, 2002

## Відомі футболісти
- Руслан Забранський

## Всі сезони в незалежній Україні
| Сезон   | Чемпіонат     | Чемпіонат | Чемпіонат | Чемпіонат | Чемпіонат | Чемпіонат | Чемпіонат | Чемпіонат | Кубок       | Кубок | Кубок | Кубок | Кубок | Кубок | Кубок | Примітка                             |
| Сезон   | Ліга          | Місце     | І         | В         | Н         | П         | М         | О         | Етап        | І     | В     | Н     | П     | М     | О     | Примітка                             |
| ------- | ------------- | --------- | --------- | --------- | --------- | --------- | --------- | --------- | ----------- | ----- | ----- | ----- | ----- | ----- | ----- | ------------------------------------ |
| 2003/04 | Друга Група Б | 16 з 16   | 30        | 2         | 3         | 25        | 7−24      | 9         | 1/32 фіналу | 1     | 0     | 0     | 1     | 0−3   | 0     | Знявся із змагань після першого кола |
| Всього  | Друга         | 1 сезон   | 30        | 2         | 3         | 25        | 7−24      | 9         | >1 сезон    | 1     | 0     | 0     | 1     | 0−3   | 0     |                                      |